# 부산대학교 사범대학 부설고등학교
부산대학교 사범대학 부설고등학교(釜山大學校 師範大學 附設高等學校)는 대한민국 부산광역시 금정구 부곡동에 위치한 국립 고등학교이다. 

## 학교 연혁
- 1972년 1월 6일 : 부산대학교 사범대학 부속고등학교 설립 인가 (12학급)
- 1972년 2월 23일 : 초대 나진석 교장 취임
- 1972년 3월 10일 : 개교 및 입학식 거행
- 1972년 9월 25일 : 부산대학교 구내 신축 교사로 이전 (장전동 445-2)
- 1975년 1월 8일 : 제1회 졸업식 (남 113명, 여 118명)
- 1980년 5월 8일 : 학칙 변경 인가 (남 18학급, 여 12학급 계 30학급)
- 1986년 5월 15일 : 교훈 개정 ＜나를 소중히 하고 남을 돕는 사람＞
- 1986년 9월 13일 : 현 교사로 이전 (금정구 기찰로 22번길 30)
- 2001년 3월 2일 : 『부산대학교사범대학부설고등학교』 로 교명 변경
- 2003년 2월 15일 : 다목적 강당 개관
- 2006년 8월 28일 : 숲 속의 쉼터 개장
- 2006년 12월 22일 : 과학실험동(교실 6개) 증축
- 2007년 3월 1일 : 특수학급(1학급) 개설
- 2011년 11월 19일 : 도서관 리모델링 완성
- 2012년 3월 2일 : 학생 및 교직원 식당 완공
- 2014년 9월 1일 : 본관 리모델링 완성
- 2024년 2월 8일 : 제50회 졸업식(남 86명, 여 120명, 누적 인원 20,461명)
- 2024년 3월 1일 : 제13대 이호종 교장 취임
- 2024년 3월 4일 : 제53회 입학식(남 104명, 여 132명)

## 참고 자료
- 부산대학교 사범대학 부설고등학교 - 한국교육학술정보원 학교알리미